# Антиохийский потир
Антиохийский потир — серебряный литургический сосуд, обнаруженный, согласно заявлению торговцев антиквариатом, в 1910 году в Антиохии (современная турецкая Антакья). Чаша была отреставрирована во Франции и в 1933 году выставлена на Всемирной выставке в Чикаго как чаша Тайной Вечери. Это отождествление было вызвано тем, что за художественной ажурной оболочкой была обнаружена скромная серебряная чаша. С 1950 года чаша хранится в музее Метрополитен (Нью-Йорк).
Чаша представляет собой небольшой овоидный кубок на круглой ножке, заключённый в золочёную ажурную оболочку с рельефными изображениями Иисуса Христа и апостолов, сидящих в креслах посреди сада из виноградных лоз с птицами и животными. В другой трактовке рядом с Иисусом изображены античные философы, в чьих трудах христианские богословы видели указание на воплощение Христа. Эту оболочку изначально сочли изготовленной в I веке специально для чаши Грааля, но более поздние исследования отвергли это отождествление и датировали чашу первой половиной VI века.
Местом изготовления чаши считают Антиохию, предполагают, что она может быть частью клада с церковной утварью, найденного в 1908 году в Капер-Караон и происходит из местной церкви Святого Сергия. При этом форма чаши позволяет предположить, что она могла быть не потиром, а стационарным светильником (лампадой). При такой функции символика её украшения трактуется как образ Христа — источника света (Ин. 8:12).